# Íris Guðmundsdóttir
Íris Guðmundsdóttir (Akureyri, 13 mei 1990) is een IJslandse voormalig alpineskiester. Ze nam eenmaal deel aan de Olympische Winterspelen, maar behaalde geen medaille.

## Carrière
Íris Guðmundsdóttir nam nog nooit deel aan een wereldbekermanche.
Op de Olympische Winterspelen 2010 in Vancouver nam ze deel aan de slalom en de reuzenslalom. In beide disciplines haalde ze de finish niet tijdens de eerste reeks.

## Resultaten

### Wereldkampioenschappen
| Jaar | Plaats                 | Resultaten                          |
| ---- | ---------------------- | ----------------------------------- |
| 2011 | Garmisch-Partenkirchen | DNF1 Reuzenslalom DNF2 Reuzenslalom |

### Olympische Spelen
| Jaar | Plaats    | Resultaten                    |
| ---- | --------- | ----------------------------- |
| 2010 | Vancouver | DNF1 Slalom DNF1 Reuzenslalom |